# Сані Кайта
Сані Аруна Кайта (англ. Sani Haruna Kaita; 2 травня 1986, Кано, Нігерія) — нігерійський футболіст, півзахисник кіпрського «Олімпіакоса». Срібний призер XXIX Олімпійських ігор 2008 року.

## Кар'єра

### Клубна
Вихованець футбольної школи клубу «Кано Пілларс» з нігерійського міста Кано, де почав і професійну кар'єру в 2004 році. У 2005 році переїхав в Нідерланди, де підписав чотирирічний контракт із роттердамською «Спартою», у складі якої дебютував 22 жовтня 2005 року в домашньому матчі проти «Роди», усього за «Спарту» зіграв 22 матчі. У вересні 2008 року перейшов в «Монако», у складі якого дебютував уже 5 жовтня у виїзному матчі проти «Сент-Етьєнна», усього за «Монако» провів 3 гри, після чого, у січні 2009 року, було повідомлено, що Сані переходить в «Кубань», яка досягла домовленості із «Монако» по його трансферу, що являє собою договір оренди до кінця 2009 року.

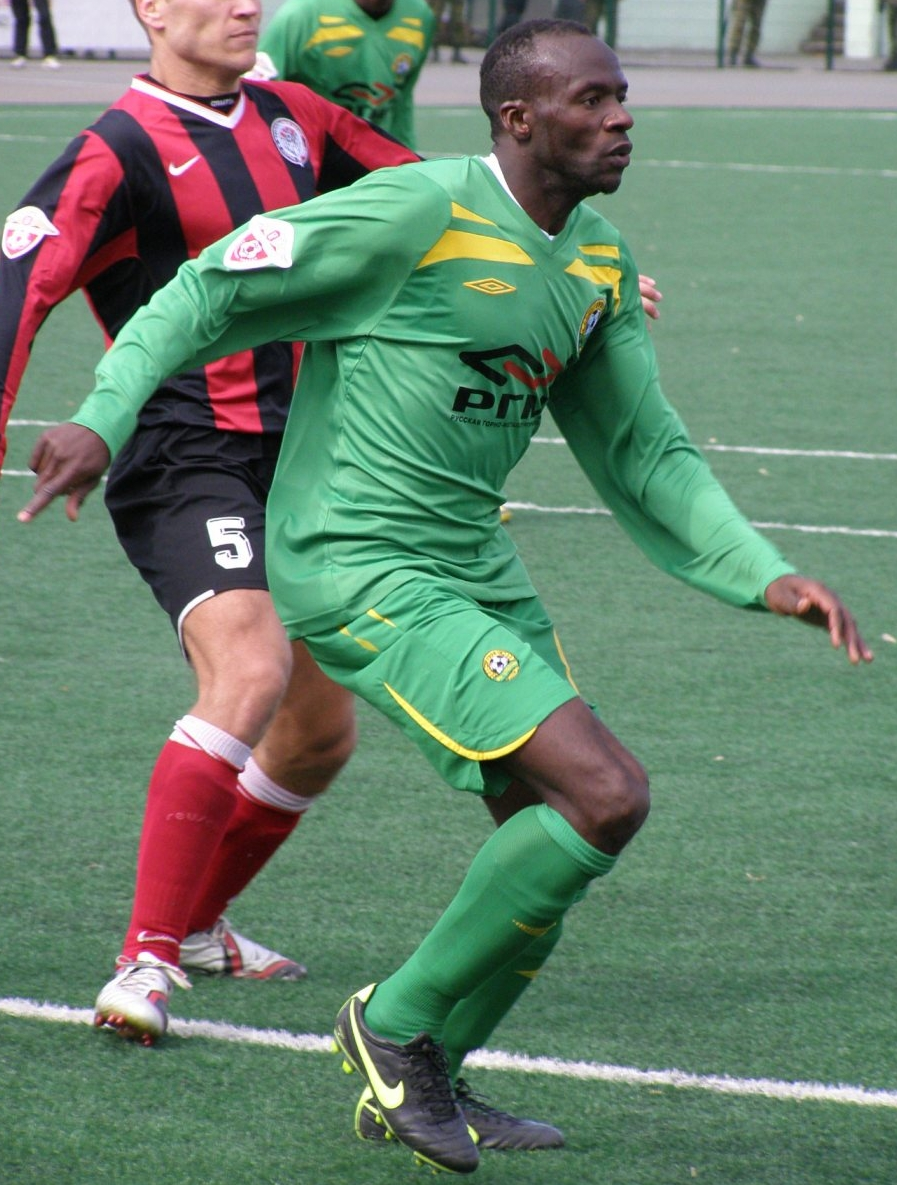
Сані Кайта під час виступів за «Кубань». 19 квітня 2009 року

14 березня 2009 року Кайта дебютував за новий клуб в 1 турі чемпіонату Росії у грі проти казанського «Рубіна», матч його команда програла з із рахунком 0:3, Сані відіграв весь матч, на 81 хвилині отримав жовту картку. Усього провів за «Кубань» 17 матчів у Прем'єр-лізі і 1 матч у кубку Росії.
У серпні з'явилась інформація про можливий перехід Сані в московський «Локомотив». 25 серпня було підтверджено, що Кайта переходить в «Локо» на правах оренди до кінця сезону. В «Локо» Сані вибрав собі 18-й ігровий номер. У складі «Локомотива» провів тільки 3 матчі, а після завершення сезону президент клубу заявив, що «Локо» не буде ні викуповувати трансфер Сані, ні продовжувати орендну угоду.
20 лютого 2010 року було повідомлено, що Сані переходить у владикавказську «Аланію» на правах оренди терміном на півроку. У складі «Аланії» Сані дебютував 14 березня у домашньому матчі 1-го туру чемпіонату проти «Сатурна».
Перед закінченням літнього трансферного вікна 2010 року перейшов на правах оренди до харківського «Металіста», за який виступав до кінця року але так і не став основним гравцем, тому другу половину сезону на правах оренди виступав за грецький «Іракліс».
Влітку 2011 року підписав разом зі своїм співвітчизником Айоделе Аделеє підписав контракт з сімферопольською «Таврія», але провівши лише один сезон покинув клуб.
Влітку 2012 року став гравцем кіпрського «Олімпіакоса».

### У збірній
Виступав за молодіжну збірну Нігерії (до 20 років), в 2005 році став у її складі призером чемпіонату світу, зігравши на турнірі у всіх 7 матчах команди.
У складі головної національної збірної Нігерії дебютував 17 серпня 2005 року в товариському матчі зі збірною Лівії в Триполі. У 2006 році у складі команди став бронзовим призером кубка африканських націй 2006 року, на якому, однак, зіграв тільки один матч в 1/2 фіналу проти збірної Кот-д'Івуару. У 2008 році у складі олімпійської збірної Нігерії став срібним призером олімпійських ігор. Учасник чемпіонату світу з футболу 2010 року. У матчі із Грецією за неспортивну поведінку отримав червону картку (у підсумку Нігерія, яка вела в рахунку 1:0, програла 1:2).

## Досягнення
Командні
Срібний олімпійський призер: (1)
- 2008

Бронзовий призер кубку африканських націй: (2)
- 2006, 2010

Срібний призер молодіжного чемпіонату світу (до 20 років): (1)
- 2005